# Linea 75
La linea 75 (Ligne 75 in francese, Spoorlijn 75 in olandese) è una linea ferroviaria belga a scartamento ordinario lunga 57,023 km che unisce la città di Gand con Mouscron, presso la frontiera con la Francia. Oltreconfine la ferrovia continua verso Lilla come Fives-Mouscron.

## Storia
La ferrovia fu aperta il 22 settembre 1839 nel tratto Gand-Courtrai. Il 24 ottobre 1842 venne attivato il segmento tra Courtrai e Mouscron, mentre il 6 novembre successivo venne inaugurato il tratto finale tra la stazione di Mouscron ed il confine francese. Nel 1913 fu aperto il ramo tra De Pinte e la stazione di Gent-Sint-Pieters, il nuovo capolinea nord della ferrovia che andava così a rimpiazzare la stazione di Gent-Zuid.
La linea fu elettrificata tra il 1980 ed il 1982.